# Кукабара

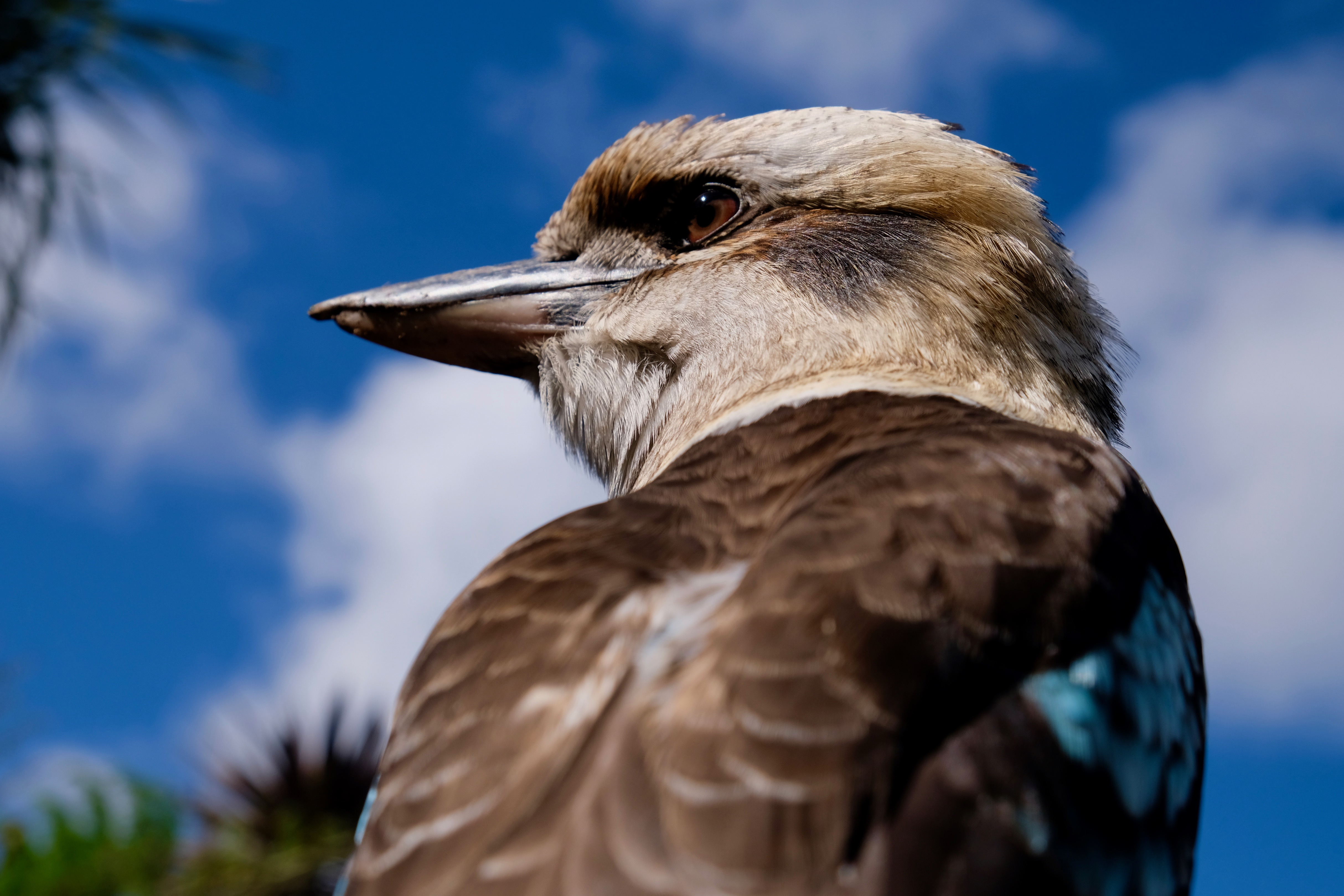
Кукабара великим планом у Сіднеї, Австралія

Кукабара — рід наземних птахів підродини альціонних, родини рибалочкових, ендемік Австралазії — Австралії та Нової Гвінеї. Кукабари виростають у довжину від 28 до 42 см і важать приблизно 300 грамів. Назва є запозиченим словом з мови Wiradjuri guuguubarra, ономатопеї його крику. Гучний помітний крик сміху кукабари широко використовується як звуковий ефект у ситуаціях, що стосуються австралійського буша або тропічних джунглів, особливо у старих фільмах.
Кукабари зустрічаються в різних місцях проживання від вологих лісів до посушливих саван, а також у приміських районах з високими деревами або біля проточної води. Попри те, що вони належать до більшої групи, відомої як рибалочкові, кукабари не тісно пов'язані з водою.

## Таксономія
Таксон Dacelo був уведений англійським зоологом Вільямом Елфордом Лічем у 1815 році. Типовим видом роду є кукабара велика. Назва Dacelo — це анаграма Альседо, латинського слова для рибалочкових. Молекулярне дослідження, опубліковане 2017 року, встановило, що рід Dacelo, як визначено нині, є парафілетом. Вид Clytoceyx rex (альціон товстодзьобий) в монотипному роді Clytoceyx перебував у межах Dacelo.

## Класифікація та види
Чотири види кукабари можна зустріти в Австралії, Новій Гвінеї та на островах Ару.

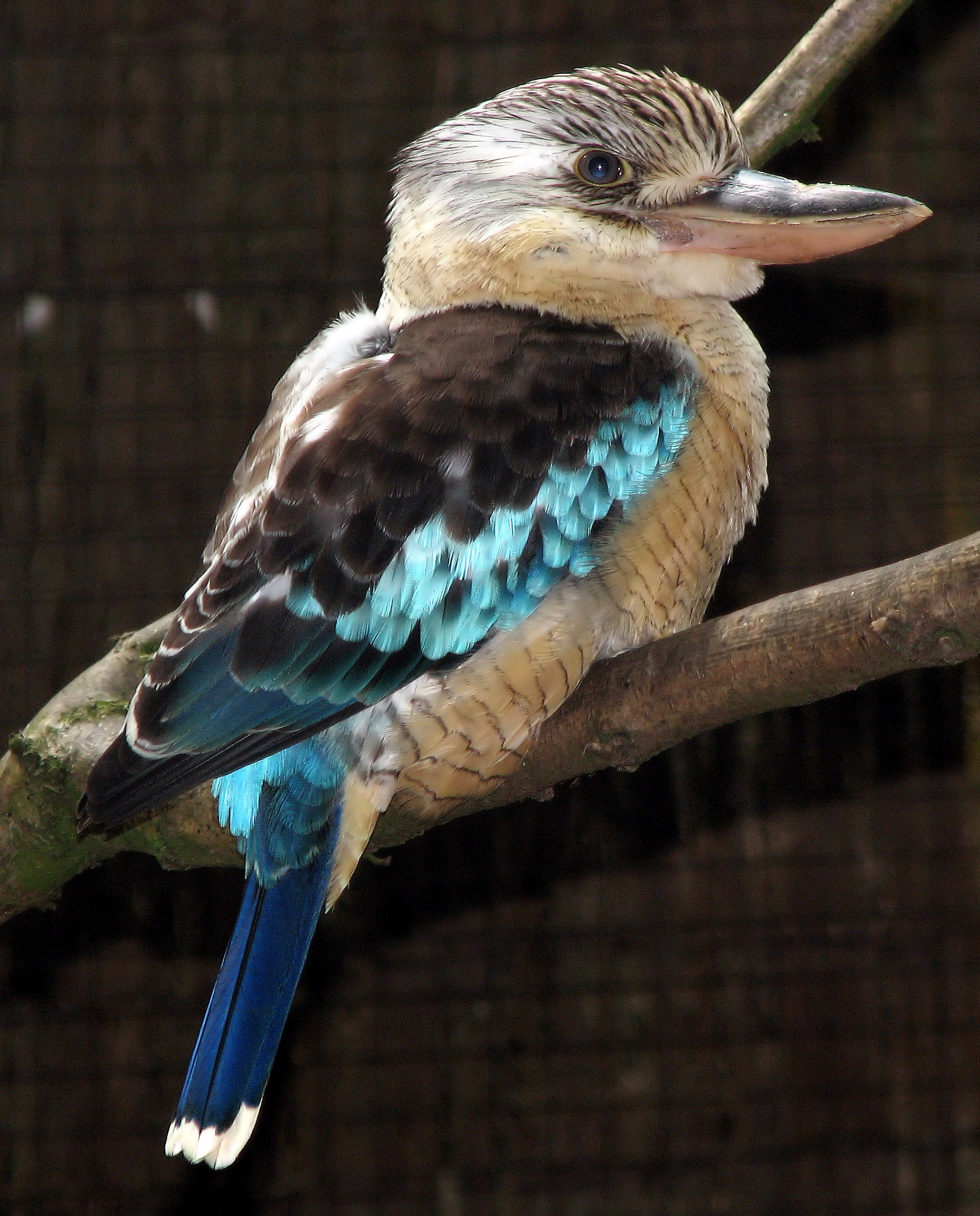
Самець кукабари синьокрилої

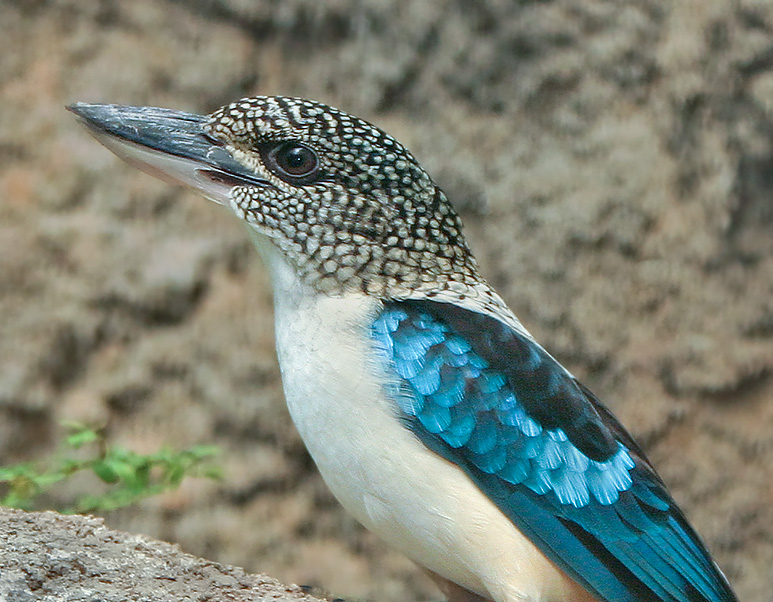
Кукабара аруанська

Кукабари є статево диморфними. Це помітно у блакитнокрилих та пухнастих, де самці мають сині хвости, а в самиць — червонувато-коричневі хвости.
- Кукабара білодзьоба[7] (Dacelo gaudichaud) — низовина Нової Гвінеї
- Кукабара аруанська[8] (Dacelo tyro) — Ару острова, на півдні Нової Гвінеї
- Кукабара синьокрила[9] (Dacelo leachii) — північна Австралія, Південна Нова Гвінея
- Кукабара велика (Dacelo novaeguineae) — ендемік східної Австралії, інтродукована на південний захід

Незвично для близьких родичів, але великі та синьокрилі види є прямими конкурентами в тій місцевості, де зараз перекриваються їхні ареали. Це говорить про те, що ці два види розвивалися ізольовано, можливо, в період, коли Австралія та Нова Гвінея були більш віддаленими  — див. Австралія (континент).

## Поведінка
Кукабари майже виключно хижі, їдять мишей, змій, комах, дрібних рептилій та молодняк інших птахів; На відміну від багатьох інших рибалочкових, вони рідко їдять рибу, хоча вони виловлювали золотих рибок із садових ставків. У зоопарках їх зазвичай годують їжею для хижих птахів.
Найбільш соціальні птахи приймають підкорм і візьмуть м'ясо з барбекю. Зазвичай не рекомендується годувати кукабар меленим м'ясом або кормом для домашніх тварин, оскільки вони не включають достатню кількість кальцію та грубих кормів.
Вони є територіальними тваринами, за винятком білодзьобих, які часто живуть зі своїм молодим виводком з попереднього сезону. Вони часто співають хором, щоб відзначити свою територію.

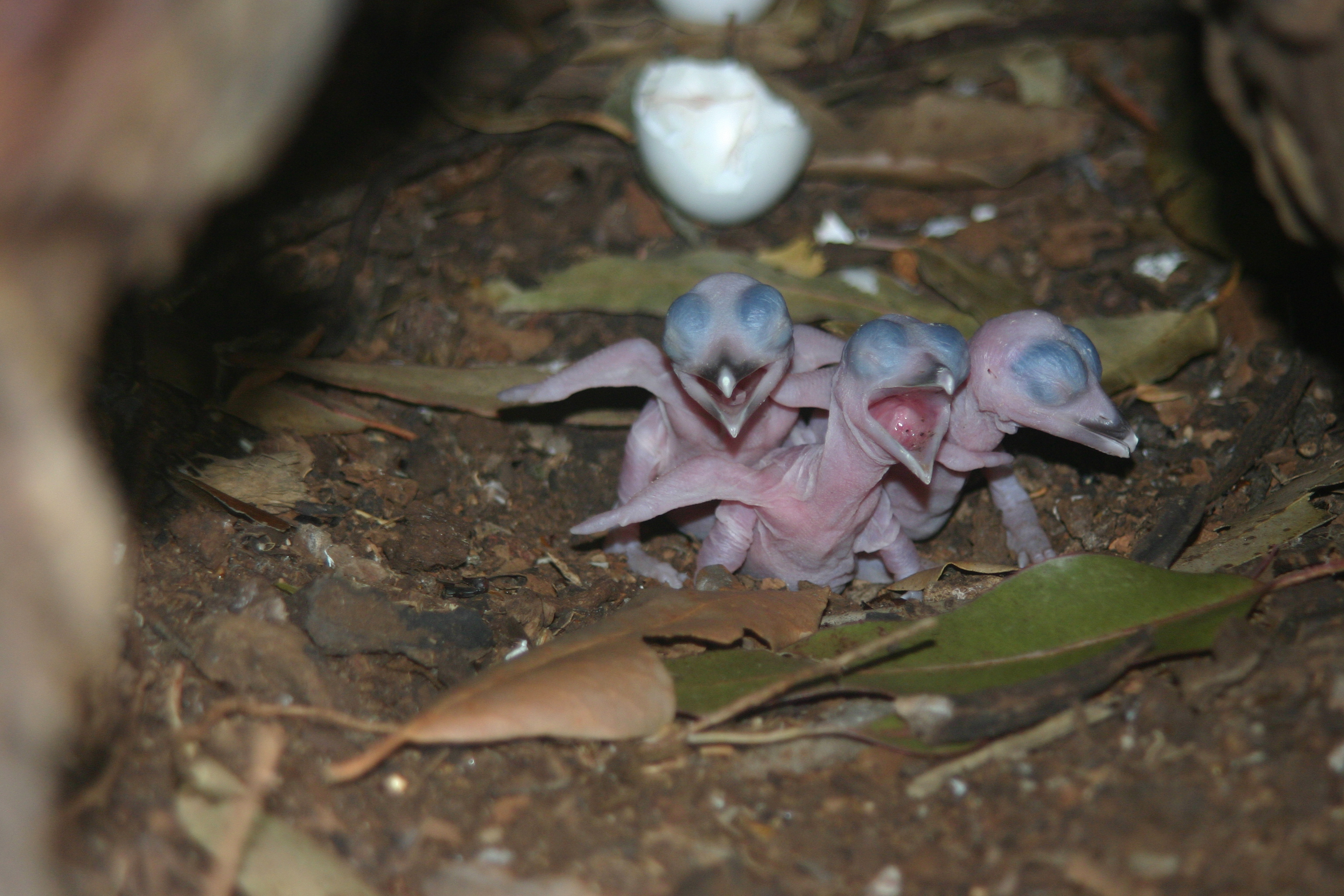
Троє пташенят кукабари, що нещодавно вилупилися

## Збереження
Усі види кукабар занесені до видів в найменшій загрозі. Австралійський закон захищає місцевих птахів, включаючи кукабар.

## У культурі
Відмітний звук крику кукабари, що сміється, котрий звучить як людський сміх, широко використовується у кіновиробництві та телевізійних постановках, а також у деяких атракціонах тематичного парку Діснея, незалежно від постановки джунглів Африки, Азії та Південної Америки. Кукабари також з'являються у кількох відеоіграх, включаючи (Lineage II, Battletoads та World of Warcraft) та принаймні в одній новелі (Barry Wood's Nowhere to Go).
Оллі Кукабара був одним із трьох талісманів, обраних на літніх Олімпійських іграх 2000 року в Сіднеї. Іншими талісманами були Міллі єхидна та Сид Качкодзьоб.
У книзі Вільяма Ардена 1969 року "Таємниця сміху тіні" [Архівовано 16 лютого 2020 у Wayback Machine.] (одна із серії "Три слідчі" для молодих читачів) кукабара, що сміється, є невіддільною частиною сюжету.
Дитячий телесеріал Splatalot! включає австралійського персонажа під назвою "Kookaburra" (або "Kook"), костюм якого включає декоративні крила, що нагадують оперення птаха, і який відомий своїм характерним високим сміхом.
Крик кукабари на прізвисько "Jacko" багато років використовувався як тема ранкового відкриття радіостанціями ABC, а також радіо Австралії для закордонної трансляції. Це стало основою для книги для дітей:
- Brooke Nicholls; Dorothy Wall (illus.) (1933). Jacko, the Broadcasting Kookaburra — His Life and Adventures. Sydney: Angus & Robertson.

### Фільм
- Лунає у деяких ранніх фільмах про Джонні Вайссмюллера, вперше трапившись у Тарзані та Зеленій богині (1938)[14].
- Гукання лунає у «Чарівнику з Оза» (1939), «Скарб Сьєрра Мадре» (1948), «Швейцарська родина Робінсон» (1960), «Капський страх» (1962), «Загублений світ: Парк юрського періоду» та інших фільмах[15].
- Крик дельфінів у телесеріалі Flipper (1964-7) — це модифікований виклик кукабари[16].
- Крик ідеально імітується персонажем Біллі (Девід Гулпіліл) в австралійському фільмі Mad Mad Morgan (1976).
- Гукання можна почути на початку «Рейдерів загубленого ковчега» (1981) у сцені джунглів.
- Гукання можна почути в австралійському фільмі «Правда історія банди Келлі» (2019), коли констебль Фіцпатрік розслідує перші вбивства новоствореної Банди Келлі.

### Музика
- Kookaburra [сидить на старому гумовому дереві], відома дитяча пісня, написана в 1932 році Маріон Сінклер.
- Kookaburra, від Cocteau Twins, вийшов на ЕП Айке-Гвінея
- Kookaburra Джона Вандерслі на його альбомі Смарагдове місто 2007 року
- Kookaburras, англійська група з графства Дарем.
- Лірика ...крик Кукабари, що сміється... з'являється у пісні Навколо дому пагорбів на альбомі Something of Value Еріка Богле
- BFD Records та BFD Productions, які є розповсюджувачами та / або власниками авторських прав на більшість альбомів компіляції гаражного року та психоделічного року в серії Pebbles мають адресу Kookaburra, Австралія.
- Добре коли сміється кукабара... з'явився у пісні John Man Emu Джона Вільямсона.
- Австралійський гурт King Gizzard та Lizard Wizard демонструє крик Кукабари у своїх піснях Doom City з альбому Flying Microtonal Banana та All Is K known з альбому Gumboot Soup, обидва випущені 2017 року.

### Поштові марки

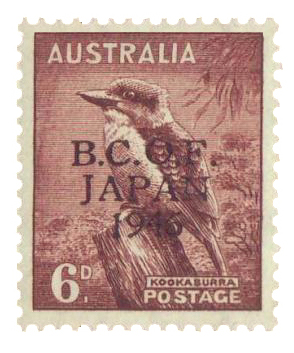
Штамп кукабари BCOF вперше виданий у 1946 році.

- Марка на шість пенсів була видана у 1914 році.
- Пам'ятна австралійська марка на три пенси була видана на Міжнародній філателістичній виставці в Мельбурні 1928 року.
- Марка на шість пенсів була видана у 1932 році.
- Австралійська марка на 38 ¢, видана в 1990 році, містить пару кукабар[17].
- У 2013 році було випущено міжнародну австралійську марку вартістю 1,70 долара ілюстрована кукабарою.

### Гроші
- Австралійська монета, відома як Срібна Кукабара, що випускається з 1990 року[18].
- Кукабара розміщалася кілька разів на австралійській 20-доларовій банкноті.

### Використання в спорті

#### Яхта
Австралійська 12-метрова яхта Kookaburra III програла Кубок Америки в 1987 році.

#### Хокей
Чоловіча збірна з хокею на траві Австралії названа на честь кукабари. Станом на  2014, вони є чемпіонами світу з хокею на траві.

#### Компанія спортивного обладнання
Австралійська компанія спортивного обладнання Kookaburra Sport названа на честь птаха.